# Globos de Ouro de 2013
A 18.ª edição dos Globos de Ouro ocorreu a 19 de maio de 2013, no Coliseu dos Recreios, em Lisboa. Foi apresentada por Bárbara Guimarães e transmitida na televisão pela SIC, uma das duas organizadoras dos prémios juntamente com a revista Caras.
Os convidados especiais desta edição foram os atores Débora Falabella e Murilo Benício.
O músico britânico Jamie Cullum atuou nesta edição dos Globos de Ouro.

## Vencedores e nomeados
NotaOs vencedores estão destacados a negrito.

### Cinema
| Melhor filme | Melhor atriz                                                                                                | Melhor ator |
| --- | --- | --- |
| Tabu, de Miguel Gomes - Florbela, de Vicente Alves do Ó - O Gebo e a Sombra, de Manoel de Oliveira - Linhas de Wellington, de Valeria Sarmiento | Dalila Carmo — Florbela - Ana Moreira — Tabu - Laura Soveral — Tabu - Rita Durão — A Vingança de uma Mulher | Nuno Lopes — Linhas de Wellington - Carlos Santos — Operação Outono - Carloto Cotta — Tabu - Rui Morrison — Em Câmara Lenta |

### Desporto
| Melhor desportista feminina                                                                                  | Melhor desportista masculino | Melhor treinador                                                                                          |
| --- | --- | --- |
| Ana Dulce Félix (atletismo) - Patrícia Mamona (atletismo) - Sara Moreira (atletismo) - Telma Monteiro (judo) | Emanuel Silva e Fernando Pimenta (canoagem) - António Félix da Costa (automobilismo) - Cristiano Ronaldo (futebol) - Rui Costa (ciclismo) | José Mourinho (futebol) - Paulo Bento (futebol) - Ricardo Faria (ténis de mesa) - Vítor Pereira (futebol) |

### Moda
| Melhor modelo feminino                                                                               | Melhor modelo masculino | Melhor estilista                                            |
| --- | --- | ----------------------------------------------------------- |
| Sharam Diniz (L’Agence) - Ana Sofia (Elite) - Milena Cardoso (Elite) - Sara Sampaio (Central Models) | Gonçalo Teixeira (Central Models) - Fernando Cabral (Karacter) - Jonathan Sampaio e Kevin Sampaio (Central Models) - Ruben Rua (Elite) | Nuno Baltazar - Katty Xiomara - Luís Buchinho - Luís Onofre |

### Música
| Melhor intérprete individual                                                                                     | Melhor grupo | Melhor música |
| --- | --- | --- |
| Carminho, com Alma - Ana Moura, com Desfado - António Zambujo, com Quinto - Miguel Araújo, com Cinco Dias e Meio | Expensive Soul, com Symphonic Experience - Orelha Negra, com Orelha Negra - The Gift, com Primavera - Virgem Suta, com Doce Lar | Desfado, de Ana Moura - Os Maridos das Outras, de Miguel Araújo - Scratch My Back, de Aurea - That’s How We Roll, de Richie Campbell |

### Teatro
| Melhor peça ou espetáculo | Melhor atriz | Melhor ator |
| --- | --- | --- |
| Três Dedos Abaixo do Joelho, de Tiago Rodrigues - Alma, de Nuno Carinhas - Herodíades, de Jorge Silva Melo - Lar Doce Lar, de António Pires | Maria Rueff, em Lar, Doce Lar - Isabel Abreu, em Três Dedos Abaixo do Joelho - Margarida Marinho, em Cenas da Vida Conjugal - Rita Blanco, em Desastres do Amor | Henrique Feist, em Broadway Baby - Elmano Sanches, em Herodíades - João Reis, em O Mercador de Veneza - Miguel Seabra, em O Senhor Ibrahim e as Flores do Corão |

### Revelação do Ano
- Victória Guerra (representação)
  - António Félix da Costa (automobilismo)
  - David Carreira (música e representação)
  - Joana Ribeiro (representação)

### Prémio Mérito e Excelência
- Mário Moniz Pereira